# Salman Sabbah al-Salem al-Hammud al-Sabbah
Salmān Ṣabbāḥ al-Sālim al-Ḥammūd al-Ṣabbāḥ (in arabo ﺳﻠﻤﺎﻥ ﺻباح ﺍﻟﺴﺎﻟﻢ ﺍﻟﺤﻤﻮﺩ الصباح‎?; Kuwait, 1º ottobre 1960) è un politico kuwaitiano.
Ministro dell'Informazione e Ministro per la Gioventù dal 16 dicembre 2012, ebbe i propri incarichi confermati il 6 agosto 2013.

## Incarichi governativi
Laureato in scienze politiche e amministrative nell'Università del Kuwait, nel 1982 lo sceicco Salmān ha lavorato nella segreteria del Primo ministro, il principe ereditario del Kuwait, per diventare direttore dell'ufficio degli Affari Locali e rappresentante del Primo ministro nell'Assemblea Nazionale del Kuwait.
Nel 1988 fu trasferito al Ministero dell'Interno, e divenne suo vicedirettore generale.
Nel 1993 assunse l'incarico di direttore dell'Ente Amministrativo col grado di vicecomandante della Guardia Nazionale e nel 2002 divenne sottosegretario del Ministero dell'Interno.
Nel 2011 divenne sottosegretario del Ministero dell'Informazione, prima di diventare nel 2012 ministro dell'Informazione e Ministro per la Gioventù.
Nell'agosto 2013 gli fu nuovamente affidato il Ministero dell'Informazione e il Ministero per la Gioventù.

## Studi all'estero
Nel 2001 portò a compimento un corso di Scienze Politiche nell'Università di Harvard (Facoltà John F. Kennedy) e, in quello stesso anno, un corso sulla gestione di sistemi informatici e di governance elettronica per l'amministrazione nell'Università di Londra.
È sposato e ha cinque figlie e due figli.